# 武田信守
武田 信守（たけだ のぶもり）は、
1. 甲斐源氏第15代当主。武田氏12代当主。
2. 安芸武田氏第3代当主。

## 武田信守（甲斐武田氏）
武田 信守（たけだ のぶもり）は、室町時代中期の甲斐国守護。甲斐源氏第15代当主。武田氏12代当主。第16代当主・武田信昌の父。通称は弥三郎。刑部大輔。
武田信重の子。
父・信重が宝徳2年（1450年）に没したため家督を継いだ。しかし、実権は守護代・跡部氏に握られており、政治面では目立った事跡を残せなかった。
享徳4年（1455年）5月11日、死去。法名は勇山健公。号は能浄寺。
子の信昌が跡を継いだ。跡部氏の打倒を遺言したというが、定かではない。
旧地が笛吹市八代町に所在する八代の能成寺（現在は山梨県甲府市東光寺町）の開基であり、彼の墓もそこに現存する。

## 武田信守（安芸武田氏）
武田 信守（たけだ のぶもり）は、安芸武田氏の第3代当主。
安芸武田氏第2代の武田信在より、安芸佐東郡の分郡守護を引き継ぐ。
応永の乱後、幕府（足利義満）は安芸国にも大内軍追討を命じ、安芸守護に山名満氏を任じた。しかし、かつて大内氏より与えられていた所領が没収・整理されることを恐れた安芸国人33名は、5か条からなる安芸国人一揆を結んで、山名氏に抵抗した。この際、信守は一揆に理解を示して消極的に協力したが、元守護家であり国人と身分差があったので加判はしていない。ただし、武田氏の有力な一族を含む、安芸武田氏と関係の深い熊谷氏・香川氏・山県氏・温科氏などはこの一揆に加わっている。後に、山名氏の統治が難航しているために幕府が直接介入し、国人討伐の命令を下すと詫びを入れて降伏した。信守が幕府に従ったため、応永19年（1412年）に、新たに安芸山県郡の分郡守護を務めることとなった。
なお、応永13年（1406年）には、信守が吉川氏の分家（石見吉川氏）である吉川経見が、惣領家（本家）の跡を継ぐこと認めており、分郡守護（旧守護）としての影響力が発揮している。
生年・没年とも不明だが、死亡を応永25年（1418年）とする説がある（『武田氏系譜』）。跡を武田信繁が継いだ。